# UCI America Tour 2024
Die UCI America Tour 2024 war der Sammelbegriff einer Serie von Straßenradrennen für Männer auf dem amerikanischen Kontinent während der Saison 2024. Diese war nicht mit dem Kalenderjahr deckungsgleich, sondern deckte die Periode vom 18. Oktober 2023 bis zum 20. Oktober 2024 ab. Die UCI America Tour ist Teil der UCI Continental Circuits und liegt von ihrer Wertigkeit unterhalb der UCI ProSeries und der UCI WorldTour. Es gab ein Eintagesrennen sowie 10 Etappenrennen.

## Rennen
| Datum             | Land               | Rennen                                | Klasse | Sieger            | Team                                |
| ----------------- | ------------------ | ------------------------------------- | ------ | ----------------- | ----------------------------------- |
| 17.–26. Nov. 2023 | Guatemala          | Vuelta a Guatemala                    | 2.2    | Gerson Toc        | Decoba-ASO Quetzaltenango           |
| 16.–25. Dez. 2023 | Costa Rica         | Vuelta Ciclista a Costa Rica          | 2.2    | Juan Diego Alba   | Movistar-Best PC                    |
| 14.–21. Jan. 2024 | Venezuela          | Vuelta al Táchira                     | 2.2    | Jonathan Caicedo  | Petrolike                           |
| 6.–11. Feb. 2024  | Kolumbien          | Tour Colombia                         | 2.1    | Rodrigo Contreras | Nu Colombia                         |
| 5.–7. Apr. 2024   | Jamaika            | Jamaica International Cycling Classic | 2.2    | Wilmar Paredes    | Team Medellín                       |
| 24.–28. Apr. 2024 | Vereinigte Staaten | Tour of the Gila                      | 2.2    | Tyler Stites      | Project Echelon Racing              |
| 1.–5. Mai 2024    | Guatemala          | Vuelta Bantrab                        | 2.2    | Jonathan Caicedo  | Petrolike                           |
| 19. Mai 2024      | Vereinigte Staaten | Gran Premio New York City             | 1.2    | Tibor Del Grosso  | Alpecin-Deceuninck Development Team |
| 12.–16. Juni 2024 | Kanada             | Tour de Beauce                        | 2.2    | Josh Burnett      | MitoQ-NZ Cycling Project            |
| 14.–23. Juni 2024 | Kolumbien          | Vuelta a Colombia                     | 2.2    | Rodrigo Contreras | Nu Colombia                         |
| 6.–13. Okt. 2024  | Venezuela          | Vuelta Ciclista a Venezuela           | 2.2    | Walter Vargas     | Team Medellín                       |

Darüber hinaus gab es in diesem Zeitraum die Radsport-Wettkämpfe bei den Panamerikaspielen 2023 sowie die Zentralamerikanischen Meisterschaften 2024 in Honduras.

## Ranglisten
Die UCI publiziert unter dem Namen America Tour Ranking eine Einzelwertung, eine Mannschaftswertung und eine Nationenwertung. Diese Ranglisten stehen allerdings nur in mittelbarem Zusammenhang mit den oben aufgeführten Rennen, da für diese Ranglisten Rennen in aller Welt zählen, an denen amerikanische Fahrer und Teams teilnehmen. Aufgeführt sind jeweils die ersten sechs Plätze.

### Einzelwertung
Es handelt sich um die besten Fahrer der UCI-Weltrangliste, die einem der amerikanischen Landesverbände angehörten.
| Platz | Name                   | Team                    | Punkte  |
| ----- | ---------------------- | ----------------------- | ------- |
| 1     | Matteo Jorgenson       | Team Visma-Lease a Bike | 2702,14 |
| 2     | Richard Carapaz        | EF Education-EasyPost   | 2404    |
| 3     | Brandon McNulty        | UAE Team Emirates       | 2247,9  |
| 4     | Jhonatan Narváez       | Ineos Grenadiers        | 2110    |
| 5     | Daniel Felipe Martínez | Red Bull-Bora-hansgrohe | 1855    |
| 6     | Isaac Del Toro         | UAE Team Emirates       | 1340    |

### Mannschaftswertung
Es handelt sich um die besten Mannschaften der UCI-Weltrangliste, die bei einem der amerikanischen Landesverbände registriert waren, allerdings ohne die UCI WorldTeams. Die Mannschaften mussten nicht notwendigerweise aus amerikanischen Fahrern bestehen.
| Platz | Name                        | Punkte  |
| ----- | --------------------------- | ------- |
| 1     | Lidl-Trek Future Racing     | 1595,99 |
| 2     | Team Medellín               | 0966    |
| 3     | Panamá es Cultura y Valores | 0796,02 |
| 4     | Petrolike                   | 0587,33 |
| 5     | GW Erco Shimano             | 0411    |
| 6     | Nu Colombia                 | 0378    |

### Nationenwertung
Bei dieser Wertung handelt es sich um einen Auszug aus der Nationen-Weltrangliste, beschränkt auf die amerikanischen Landesverbände.
| Platz | Name               | Punkte  |
| ----- | ------------------ | ------- |
| 1     | Vereinigte Staaten | 9943,7  |
| 2     | Kolumbien          | 7152,58 |
| 3     | Ecuador            | 6200,47 |
| 4     | Kanada             | 2839,99 |
| 5     | Venezuela          | 1705,00 |
| 6     | Mexiko             | 1689    |